# Francisco Cortázar y Lavayen
Francisco Cortázar y Lavayen o Francisco Cortázar y Labayen  (Guayaquil, junio de 1757 - Cuenca 1813), fue un abogado guayaquileño de la Real Audiencia de Quito, graduado de la Universidad de San Marcos. Ejerció varios cargos jurídicos administrativos del Imperio español en la época de la colonia.

## Biografía
Fue un español criollo, hijo del español vizcaíno José de Cortázar último corregidor de Guayaquil quien perdió una casa nueva valorada en 12.000  pesos y una cantidad igual en plata labrada y enseres debido al incendio grande acaecido en el año de 1764 y de la guayaquileña Ana de Lavayen. Por parte de madre Cortázar se decía que era descendiente de Rodrigo de Vargas y Guzmán, conquistador de la costa pacífica del istmo y capitán general de la isla Puná. Su hermano José Ignacio fue el quinto obispo de Cuenca, en la Audiencia de Quito, desde 1816 hasta 1818. Fue tío de José de La Mar y Cortázar, presidente de Perú. En 1809 estuvo entre los candidatos para ser diputado de Guayaquil, honor que le fue conferido a José de Silva y Olave. Se graduó de bachiller en Leyes en la Universidad San Marcos el 1 de mayo de 1777. Su matrimonio se celebró en España durante el año de 1799 con la latacungueña Teresa Requena, hija del español Francisco Requena, con la cual tuvo varios hijos. Falleció en la ciudad de Cuenca en las primeras décadas del siglo XIX. Fue abuelo materno de Antonio Borrero Cortázar, presidente de Ecuador.

## Cargos que ocupó
- Conjuez de la Real Audiencia de Quito.[1]
- Gobernador interino de Jaén de Bracamoros en 1780.[1]
- Oficial interino de la tesorería en Quito desde 1780 hasta 1786.[1]
- Oidor supernumerario de Santafé de Bogotá.[1]
- Oidor de Santafé de Bogotá.[1]
- Regente de la Real Audiencia de Quito en 1811.[1][nota 1]